# Дамброка (Бузау)
Дамброка (рум. Dâmbroca) насеље је у Румунији у округу Бузау у општини Сађата. Oпштина се налази на надморској висини од 78 m.

## Становништво
Према подацима из 2002. године у насељу је живело 1324 становника, од којих су сви румунске националности.